# Funk Me to the Moon
Funk Me To The Moon è il terzo album da solista del cantautore italiano Al Castellana, pubblicato nel 2011 da Soulville.

## Descrizione
Il terzo album da solista dopo i precedenti Niente di nuovo  e Supafunkitsch!, ma il primo in lingua inglese. Presenta 16 tracce arrangiate da Al Castellana e Daniele "Speed" Dibiaggio, dai quali è anche interamente prodotto. Tutti i brani dell'album sono inediti eccetto Fly Me to the Moon, storico brano degli anni 50 che è stato rivisitato e preso come spunto per il titolo dell'album.
L'album ottiene il 1º posto nelle classifiche Soul/R'n'B italiane e ottimi riscontri di critica in Giappone, Regno Unito, Canada, USA, Svizzera, Francia, Spagna e Cile. In Giappone viene celebrato come Best Blue Eyed Soul Album per l'anno 2011, mentre nel Regno Unito raggiunge il 3º posto nella Independent Soul Chart.

## Tracce
Testi e musiche di Al Castellana.
1. Funk Me To The Moon Pt. I – 1:19
2. Hold On Mama – 3:56
3. 20 Days 20 Night – 3:33
4. I Believe – 3:27
5. Let Me Do It Now – 3:57
6. Precious Friend – 4:39
7. Tell Me – 4:08
8. Same Old Feelings – 3:21
9. I Don't Wanna Be Your Friends – 4:30
10. Why Don't You Stay With Me – 3:45
11. Winter Sunday – 4:01
12. Too – 4:14
13. Funk Me To The Moon Pt. II – 1:28
14. Fly Me To The Moon – 3:35
15. No More Sad Songs – 3:42
16. Funk Me To The Moon Pt. III – 1:23

## Formazione
- Al Castellana - voce, pianoforte, cori
- Alessandro Leonzini - basso
- Sergio Portaluri - chitarra acustica, chitarra
- Paolo Muscovi - batteria
- Amir Karalic - chitarra
- Jimmy Bolco - batteria
- Franco Trisciuzzi - chitarra, chitarra elettrica, chitarra acustica
- Tiziano Bole - chitarra acustica
- Paolo Millo - chitarra
- Daniele Dibiaggio - programmazione, vibrafono, basso, pianoforte, synth, organo, chitarra, percussioni
- Sergio Giangaspero - chitarra classica
- Gabriele Centis - batteria
- Daniele Raimondi - tromba
- Andrea Cheber - tromba
- Giovanni Cigui - sassofono tenore
- Angelo Chiocca - sassofono tenore
- Piero Pieri - sassofono tenore

## Singoli
- I Believe - (2011)
- Hold On Mama - (2011)
- Fly Me To The Moon - (2011)